# Pédophilie dans le diocèse de Luçon
Pour un article plus général, voir Abus sexuels sur mineurs dans l'Église catholique en France.
La pédophilie dans le diocèse de Luçon, à partir des années 1940, fait l'objet de dénonciations par les victimes. François Jacolin, évêque de diocèse de Luçon depuis 2018,  fait un acte de repentance le 23 octobre 2020.  

## Historique

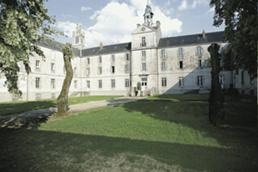
Façade de l'ancien petit séminaire de Chavagnes-en-Paillers.

François Jacolin, évêque de diocèse de Luçon depuis 2018, indique : « Pendant des décennies, des prêtres de notre diocèse ont abusé des enfants qui leur étaient confiés ».
Jean-Pierre Sautreau, ancien pensionnaire du séminaire de Chavagnes-en-Paillers dans les années 1960, entre 11 ans et 16 ans, publie en août 2018 Une Croix sur l'enfance. Il y décrit un « univers carcéral tout à fait particulier » ,. Jean-Pierre Sautreau indique : « En 5e, j’ai été victime d’attouchements sexuels pendant 6 mois. Chaque semaine, on allait se confesser dans la chambre du curé. Il y avait le prie-Dieu et à côté le lit. La méthode était à chaque fois la même. Comme on n’allait pas bien, on disait notre tristesse. Le curé nous prenait alors dans ses bras pour nous consoler et il nous mettait une main dans la culotte ». Il estime que sur une période de trente ans, il y a eu douze enseignants prédateurs à Chavagnes. D'autres plaintes concernent le lycée catholique de Fontenay-le-Comte.
Le prêtre Noël Lucas est mis en examen en mars 1997 pour viols sur mineurs. Il est condamné à 16 ans de prison en octobre 1999 pour viols sur mineurs de moins de 15 ans.
François Jacolin fait un acte de repentance le 23 octobre 2020 . Il indique avoir recensé 65 victimes d'actes pédophiles depuis les années 1940, dont 32 au sein du petit séminaire de Chavagnes et déclare : « Au nom du Diocèse de Luçon, la honte au cœur, je fais acte de repentance pour tous les faits de violence sexuelles commis contre des enfants par des prêtres du diocèse pendant les décennies passées ». Le dimanche 14 mars 2021, une cérémonie de repentance se tient dans la Cathédrale Notre-Dame-de-l'Assomption de Luçon. Le même jour, une plaque est posée en mémoire des enfants du diocèse abusés sexuellement depuis 1940. Il s'agit d'une première en France.

## À voir